# Musée du Léman

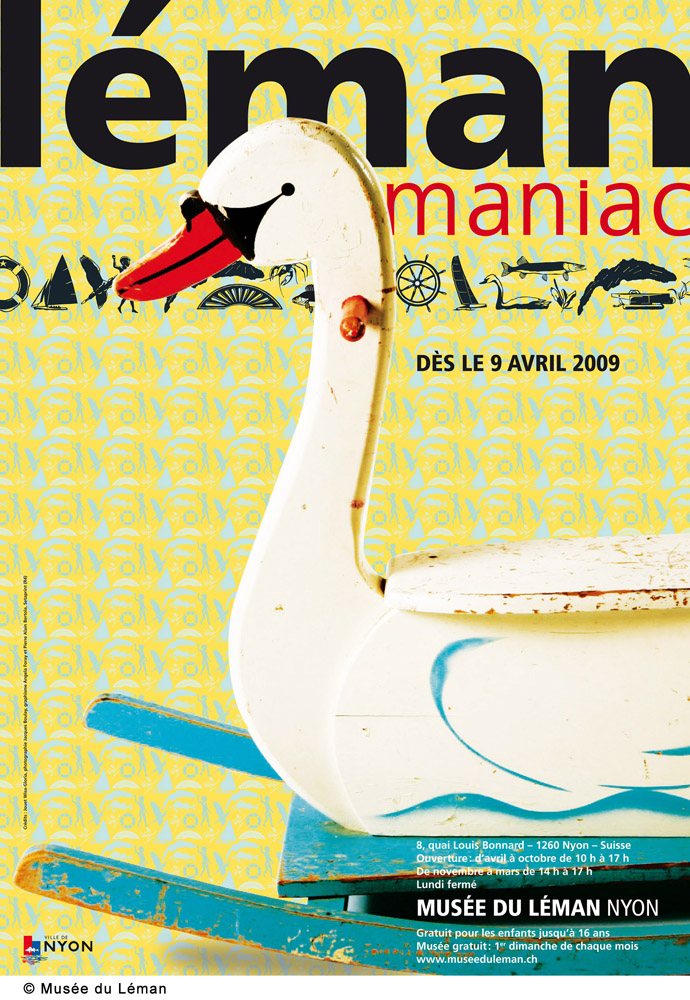
Ausstellungsplakat des Musée du Léman, 2009

Das Musée du Léman ist ein naturkundliches und kulturgeschichtliches Mehrspartenmuseum in der waadtländischen Stadt Nyon in der Schweiz.
Der Name bedeutet ins Deutsche übersetzt «Genfersee-Museum» (der See hat den französischen Namen Léman). Der Begriff «Genfersee-Museum» wird aber kaum gebraucht, da man die Institution auch im deutschen Sprachgebrauch üblicherweise Musée du Léman nennt.
Das Museum befindet sich in der Nähe des Genfersees in der Unterstadt von Nyon neben dem Parc du bourg-de-rive und ist nur durch die Hauptstrasse 1 vom Hafen von Nyon getrennt.

## Geschichte
Der Lehrer und Heimatforscher Edgar Pelichet gründete das Museum im Jahr 1954 mit dem Ziel, die kulturelle, wirtschaftliche und sozialgeschichtliche Beziehung seiner Stadt Nyon mit dem Genfersee und dessen naturwissenschaftlichen Besonderheiten zu dokumentieren. In den umliegenden Gebieten der Genferseeregion bestanden zwar bereits die Naturmuseen von Genf und von Lausanne und mehrere historische Museen, die sich jedoch nicht besonders mit den Verhältnissen des grossen Sees befassten.
Das Genferseemuseum in Nyon trug mit der Zeit eine Sammlung von rund 14'000 Objekten zusammen und besitzt ein Archiv mit etwa 100'000 Schriftdokumenten. Es erhielt bedeutende Spezialsammlungen von Jacques Piccard, Auguste Piccard, François-Alphonse Forel, Aldo Balma, Abraham Hermanjat, Henri Copponex und von der Schifffahrtsgesellschaft CGN.
Von 2000 bis 2001 errichtete die Stadt Nyon für das Museum ein modernes Sammlungsdepot.

## Sammlung und Ausstellungen
Als Seemuseum hat die Institution besonders die Geschichte der Schifffahrt auf dem Genfersee aufgearbeitet. Es besitzt in seiner nautischen Sammlung zahlreiche Bilddokumente zur Entwicklung der Personenschifffahrt auf dem See und mehr als 50 Schiffe und Boote sowie über 150 Schiffsmodelle.
Ein Museumsraum ist den grossen historischen Segelschiffen des Genfersees gewidmet. Diese schweren Güterschiffe – die Barques du Léman – standen noch bis in die jüngere Zeit auf dem See für den Transport schwerer Massengüter in Gebrauch, bis sie von den Motorschiffen abgelöst wurden.
In fünf grossen Wasserbehältern zeigt das Museum die wichtigeren Wasserbiotope des Sees und seiner Umgebung mit ihren Lebensgemeinschaften. Es hält lebendige Exemplare von 18 verschiedenen einheimischen Fischarten.
Ein Ausstellungsbereich handelt von der Geschichte der Fischerei auf dem Genfersee. Ein weiterer stellt die berühmte Flotte der CGN-Raddampfer vor, und ein anderer ist den technischen und wissenschaftlichen Leistungen von Auguste, Jacques und Bertrand Piccard gewidmet.